# Per Henrik Wallin

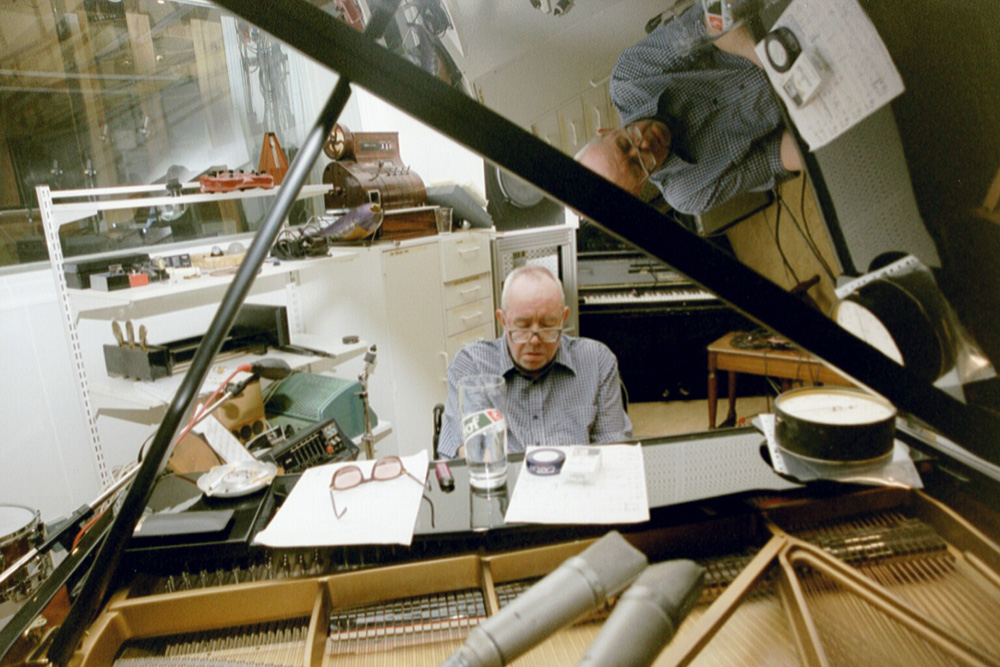
Per Henrik Wallin (2002)

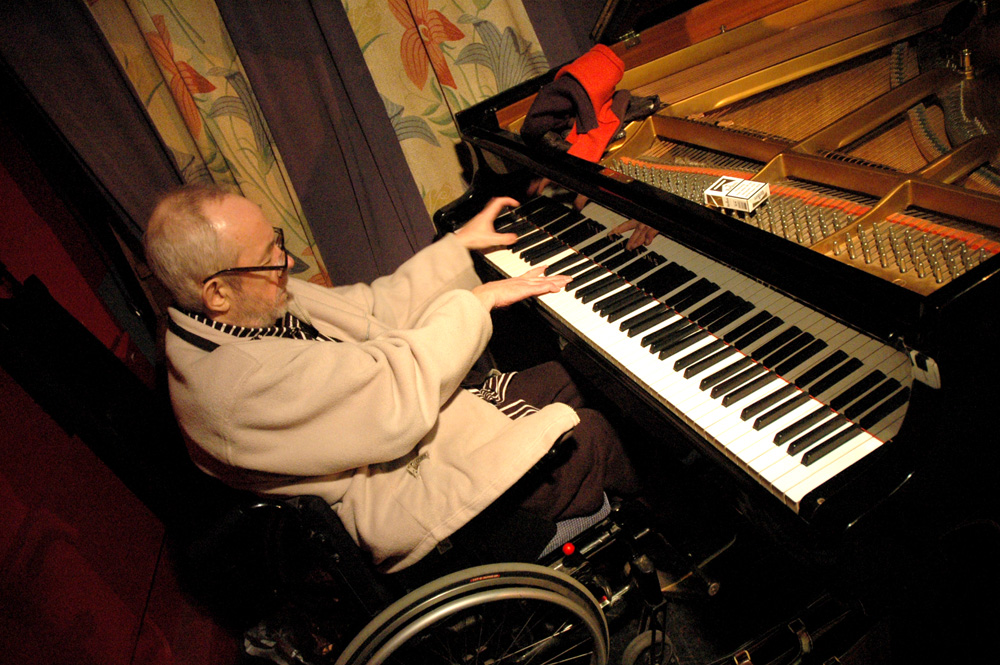
Per Henrik Wallin während eines Konzertes in Stockholm (2005)

Per Henrik Wallin (* 17. Juli 1946 in Karlsborg; † 15. Juni 2005 in Stockholm) war ein schwedischer Jazz-Pianist, Bigband-Leader und Komponist. Von seiner Wichtigkeit her für die pianistische Entwicklung der freien Improvisationsmusik in Europa wird er mit Fred Van Hove und Misha Mengelberg verglichen.

## Leben und Wirken
Ende der 1950er Jahre wurde Wallin von seinem Vater, einem Offizier, an die Jazzmusik herangeführt. Er war besonders von Thelonious Monk, Art Tatum und Bud Powell beeinflusst und mischte in freier Improvisation Musik aus den verschiedensten Quellen, nicht nur dem Jazz. Er hat sowohl Solo, als auch im Trio und mit eigener Bigband (Per Henrik Wallin and his Gang) aufgenommen, beginnend 1975 beim Label Dragon mit eigenem Trio, das er bei Ankunft in Stockholm Mitte der 1970er Jahre mit dem Altsaxophonisten Lars-Göran Ulander und dem Schlagzeuger Peter Olsen bildete. 1978 bildete er ein neues Trio mit Torbjörn Hultcrantz am Bass und Erik Dahlbäck am Schlagzeug, mit dem er zehn Jahre zusammenspielte. Mit seinem Trio tourte er damals auch im restlichen Europa. In den 1980er Jahren begann er auch für Bigbands zu komponieren. 1988 erlitt er einen schweren Autounfall, der ihn hüftabwärts gelähmt ließ. Erst 1995 begann er wieder Klavier zu spielen (ohne Nutzung des Pedals und somit dynamisch eingeschränkt), trat aber besonders mit Bigband-Aufnahmen hervor. Er spielte auch mit dem (seit Kindheitstagen) befreundeten Schlagzeuger Sven-Åke Johansson, Eje Thelin und Jonas Kullhammar (in seiner Bigband). Vor seinem Tod veröffentlichte er noch ein Solo-Album.
2003 wurde er mit dem Django d’Or ausgezeichnet als Contemporary Star of Jazz. Für Tiveden erhielt er 2002 die Gyllene Skivan des Orkesterjournals.

## Diskographie (Auswahl)
- The New Figaro, Dragon 1975 (Trio mit Ulander, Olsen)
- Blues Work, Dragon 1982 (Trio, live)
- Fourth Balcony Jump, Revelation 1984 (Trio, mit Hultcrantz, Erik Dahlbäck)
- Knalledonia, Dragon 1984
- Magnetische Hunde 1986, mit Sven-Åke Johansson
- Dolphins, Dolphins, Dolphins, Dragon 1991 (Aufnahmen der 1980er Jahre)
- Deep in a Dream, Dragon 1996 (Solo, bereits 1985 aufgenommen)
- Coyote, Dragon, 1998 (Trioaufnahmen 1986/87)
- Where Is Spring, Dragon 2004 (Trio mit Dahlbäck, Leif Wennerström, 1987 aufgenommen)
- Proclamation I, Farewell to Sweden Hat Hut 2002
- Tiveden, Phono Suecia 2002 (Bigband spielt seine Kompositionen, mit Bernt Rosengren)
- One Knife Is Enough, Caprice 2004 (solo, Aufnahmen von 1982, 2003)
- The Stockholm Tapes, Ayler 2004 (mit dem Ulander, Olsen, Mitte der 1970er Jahre)
- Burning in Stockholm, Atavistic 2004 (mit Johnny Dyani, Erik Dahlbäck Schlagzeug, von 1981)
- Mandelstam, Moserobie 2004 (Bigband)
- Velodromer, Moserobie 2005 (solo)
- 1974-2004, Umlaut Records 2011 (mit Sven-Åke Johansson)